# PGC 9882
LEDA/PGC 9882 , auch UGC 2077, ist eine Spiralgalaxie vom Hubble-Typ Sc im Sternbild Dreieck am Nordsternhimmel. Sie ist schätzungsweise 530 Millionen Lichtjahre von der Milchstraße entfernt und hat einen Durchmesser von etwa 175.000 Lichtjahren. Vom Sonnensystem aus entfernt sich das Objekt mit einer errechneten Radialgeschwindigkeit von näherungsweise 11.800 Kilometern pro Sekunde. Gemeinsam mit PGC 9906 bildet sie ein optisches Galaxienpaar.
Im selben Himmelsareal befinden sich unter anderem die Galaxien NGC 968, PGC 9820, PGC 9958, PGC 2050768.